# Municipio de Santa María Tlahuitoltepec
El Municipio de Santa María Tlahuitoltepec es uno de los 570 municipios en que se encuentra dividido el estado mexicano de Oaxaca, ubicado en la Sierra Mixe, su cabecera es el pueblo del mismo nombre.

## Etimología
El nombre de Tlahuitoltepec proviene de la lengua náhuatl y está conformado por las palabras "tlahuitolli" o arco, "tepetl" o cerro y el locativo "-c". El significado del topónimo es "Cerro del arco". 
En lengua mixe, la comunidad se llama Xaamkëjxp, cuya etimología más común entre los habitantes es "Lugar frío" o "Lugar que se enfría". 

## Geografía
El municipio de Santa María Tlahuitoltepec se encuentra localizado en la noreste del estado de Oaxaca y en lo alto de la Sierra Mixe, forma parte de la Región Sierra Norte y del Distrito Mixe; tiene una extensión territorial de 75.27 kilómetros cuadrados y se encuentra entre las coordenadas 17° 03' - 17° 10' de latitud norte y 95° 58' - 96° 09' de longitud oeste, la altitud de su territorio se encuentra entre 1 000 a 3 400 metros sobre el nivel del mar.
Limita al norte con el municipio de Mixistlán de la Reforma, al noreste con el municipio de Totontepec Villa de Morelos, al este con el municipio de Santiago Atitlán, al sur con el municipio de Tamazulápam del Espíritu Santo y al suroeste con el municipio de San Pedro y San Pablo Ayutla.

#### Orografía e hidrografía
Enclavado en una de las zonas más elevadas de la Sierra Mixe, el territorio de Santa María Tlahuitoltepec es sumamente accidentado, la altitud varía de los 1 000 a los 3 400 metros sobre el nivel mar, la principal elevación del municipio es el cerro Cempoaltépetl en cuyas faldas se encuentra asentada tanto la cabecera municipal, Santa María Tlahuitoltepec, como el resto de las localidades del municipio.

## Demografía
De acuerdo a los resultados del Censo de Población y Vivienda del 2020 realizado por el Instituto Nacional de Estadística y Geografía; el municipio cuenta con 9653 habitantes, de los cuales 5078 son mujeres y 4575 son hombres.

### Lenguas Indígenas
El 94.8% de los pobladores de más de tres años de edad del municipio de Santa María Tlahuitoltepec son hablantes de alguna lengua indígena. La principal lengua que se habla en el municipio es la lengua mixe en dos de sus variantes lingüísticas: la de Tlahuitoltepec y la de Yacochi.

### Localidades
El municipio de Santa María Tlahuitoltepec se conforma por 12 localidades, cuya población en 2020 se enlista a continuación:
| Localidad                  | Población |
| Total Municipio            | 9 653     |
| Santa María Tlahuitoltepec | 4162      |
| Santa María Yacochi        | 1614      |
| Santa Cruz                 | 878       |
| Las Flores                 | 790       |
| Tejas                      | 730       |
| Guadalupe Victoria         | 543       |
| Santa Ana                  | 525       |
| Nejapa                     | 515       |
| Magueyal                   | 238       |
| Metate                     | 227       |
| El Frijol                  | 193       |
| Laguna                     | 45        |

## Política
El municipio de Santa María Tlahuitoltepec es uno de los 424 municipios oaxaqueños en regir su gobierno por el sistema de sistemas normativos indígenas, mediante el cual la elección y el funcionamiento de las autoridades municipales no se apega al sistema de partidos vigente en el resto del estado y el país, sino a la decisión organizativa interna de los habitantes de las comunidades que lo integran, apegándose a sus prácticas políticas y culturales; el ayuntamiento está conformado por el presidente municipal, síndico y un cabildo formado por 6 regidores (Hacienda, Educación, Salud, Obras, Agua, Deporte); existen además otros cargos como el Alcalde que es el encargado de organizar las fiestas tradicionales, el tesorero que también es nombrado en asamblea comunitaria y el secretari@ municipal y su suplente, que controla la documentación municipal. Cada una de las oficias, excepto la Regiduría de Hacienda, cuenta con suplente y secretari@.

### Subdivisión administrativa
El municipio se divide en una agencia municipal llamada Santa María Yacochi, 8 Agencias de Policía: Las Flores, Nejapa, Santa Cruz, Tejas, El Frijol,  Guadalupe Victoria, Santa Ana, Metate y 2 Núcleos Rurales: Magueyal y Laguna.

### Representación legislativa
Para la elección de diputados locales al Congreso de Oaxaca y de diputados federales a la Cámara de Diputados federal, Santa María Tlahuitoltepec se encuentra integrado en los siguientes distritos electorales:
Local:
- XX Distrito Electoral Local de Oaxaca con cabecera en San Pedro y San Pablo Ayutla Mixe.

Federal:
- IV Distrito Electoral Federal de Oaxaca con cabecera en Tlacolula de Matamoros.[6]

## Festividades y Música
Las principales festividades patronales del municipio se realizan en los meses de mayo o junio, agosto y diciembre. 
Además de las celebraciones de año nuevo en los que se enmarca el cambio de autoridades y el Día de Muertos, en los que también se realizan actividades relacionadas con la vida política de la comunidad. 

### Domingos de Concierto
Es un festival musical con actividades culturales diversas, promovido por la autoridad comunitaria y la Radio Comunitaria Jënpoj. Domingos de Concierto se realizó por primera vez en el año 2010. Consta de una serie de conciertos quincenales en las que se presentan las Bandas Filarmónicas del municipio de Tlahuitoltepec.

### Bandas Filarmónicas
Tlahuitoltepec cuenta con diversas agrupaciones musicales, entre las que destacan las Bandas Filarmónicas, el CECAM es una institución educativa que colabora y participa en las festividades de la comunidad. Las Bandas Filarmónicas Municipal y de las localidades son sostenidas con el trabajo que personas de la comunidad realizan, ya sea como autoridades de las agencias así como Comités de Banda en la cabecera municipal. Dentro de estas agrupaciones destacan dos Bandas Filarmónicas conformadas por mujeres. A continuación se enlistan las principales agrupaciones musicales.
- Banda Filarmónica Municipal[8]
- Banda Filarmónica del CECAM[9]
- Banda Filarmónica de Las Flores
- Banda Filarmónica de Guadalupe Victoria[10]
- Banda Filarmónica de Tejas (Tejas Band)[11]
- Banda Filarmónica de Santa Cruz
- Banda Filarmónica de Santa Ana
- Banda Filarmónica Femenil "Viento Florido"[12]
- Banda Filarmónica Femenil "Ka'ux"[13]

### Nuevas propuestas musicales
Las y los músicos mixes se han caractetizado por la búsqueda permanente de la profesionalización y de la experimentación, a raíz de esto han surgido en los últimos algunas agrupaciones de músicos mixes de Tlahuitoltepec.
- Banda Regional Mixe[14]
- Los pream[15]
- Kujipy[16]
- María Reyna[17]
- Kumantuk xuxpë[18]
- La convivencia de Oaxaca[19]
- Los Tepaches (RAP MIXE)[20]